# Galeosoma coronatum
Galeosoma coronatum är en spindelart som beskrevs av Hewitt 1915. Galeosoma coronatum ingår i släktet Galeosoma och familjen Idiopidae. Utöver nominatformen finns också underarten G. c. sphaeroideum.